# Il Vangelo secondo Matteo
(Martin Scorsese, intervista a La Civiltà Cattolica, quaderno 3996, 24 dicembre 2016.)
Il Vangelo secondo Matteo è un film del 1964 scritto e diretto da Pier Paolo Pasolini e incentrato sulla vita di Gesù come è descritta, appunto, nel Vangelo secondo Matteo.
Trattando in maniera antidogmatica un argomento di carattere religioso, l'opera fece sensazione e scatenò un aspro confronto intellettuale sulla stampa, proseguendo le non sopite polemiche per le accuse di vilipendio della religione e per i forti interventi censori che avevano condizionato l'uscita dell'episodio de La ricotta, inserito nel film Ro.Go.Pa.G.

## Trama
Riproposizione fedele al Vangelo di Matteo della vita di Gesù Cristo (con solo qualche lievissima inversione temporale), dall'annunciazione a Maria della nascita del figlio di Dio, al matrimonio con Giuseppe e la fuga in Egitto per sfuggire ad Erode e alla strage degli innocenti.
Divenuto adulto, Gesù affronta le prove nel deserto e dopo quaranta giorni di tentazioni, prosegue per Israele, in compagnia degli Apostoli, a predicare il suo verbo, compiendo miracoli.
Processato da Ponzio Pilato, viene condannato alla crocifissione e la resurrezione conclude la sua vita terrena.

## Ispirazione e storia
(Pier Paolo Pasolini, Lettera a Alfredo Bini giugno 1963)
Il progetto del film risale al 1962, quando il produttore Alfredo Bini avviò dei contatti con la Pro Civitate Christiana di Assisi per la realizzazione di un'opera incontestabile, che avrebbe dovuto far recuperare a Pasolini il credito perduto. Questa comunità che, complice anche il Concilio Vaticano II, aveva aperto l'interesse verso la sinistra cattolica e verso il mondo laico, nell'ottobre 1962 invitò Pasolini a partecipare a un convegno. I frati, d'accordo con Bini, lasciarono una copia del Vangelo secondo Matteo nella camera dove il regista alloggiava: Pasolini lesse il libro tutto d'un fiato in una notte insonne e ne fu affascinato per la possibilità di trarne un film seguendo i fatti e i dialoghi senza la mediazione di una sceneggiatura, senza cioè apportare la minima manipolazione al testo.
Da qui il produttore cominciò la ricerca di finanziamenti, che gli furono fermamente negati da cinque importanti istituti bancari in più riprese (autunno 1962, primavera 1963, inverno 1963); l'ambiente cinematografico, la stampa e i distributori erano freddamente indifferenti o benevolmente contrari al progetto di un film sul Vangelo diretto da un autore controverso, ma alla fine il produttore riuscì a spuntare un parziale finanziamento, sia pure con la prudenziale clausola: «a consegna visto censura».Ninetto Davoli raccontò (in quel di Fano durante la rassegna Cinefortunae nel 2022) che c'è una cosa che non perdona a Pier Paolo: egli indusse la madre, che interpreta Maria adulta, di immaginare che, durante la crocifissione del Cristo, avesse difronte il figlio Guido morto in guerra per potenziare l'intensità emotiva del dolore alla vista della scena.

### Il documentario: Il viaggio in Palestina
Pasolini aveva intenzione di girare il film nei luoghi storici della Palestina, per cui nell'estate 1963 intraprese un viaggio in Terrasanta, accompagnato da don Andrea Carraro della Pro Civitate Christiana, per cercare le location adatte.
Il viaggio in Terrasanta fallì nel suo scopo, quello di individuare dei luoghi intatti, così come dovevano essere all'epoca del Cristo. Il regista trovò le macerie di una storia inconclusa e irriconoscibile, ma da ciò ottenne un’ispirazione antiretorica del Vangelo. I veri sopralluoghi furono fatti durante le riprese dell'inchiesta Comizi d'amore, un vero e proprio «film-civetta» attraverso il quale Pasolini ebbe l'opportunità di conoscere bene i luoghi del sud Italia e di scegliere il suo mondo arcaico, ancora intatto all’inizio degli anni Sessanta: ricostruì i luoghi del Vangelo secondo Matteo in Puglia, Lazio e Calabria che divennero i luoghi della Galilea così com’era duemila anni prima. La Palestina fu “ricostruita” in Basilicata, in particolare tra i sassi di Matera e con i suoi abitanti. Qui c’è tutto il Vangelo secondo Pasolini. Il paesaggio è già Vangelo: il legame d’istinto con la pagina di Matteo si palesa anche nel rapporto con la terra, col suo gusto terribile, la sua aridità, l’assurda bellezza di quei quattro clivi spelacchiati.
Sul viaggio in Palestina fu creato un documentario dal titolo Sopraluoghi in Palestina per il Vangelo secondo Matteo, che per la prima volta fu proiettato a Spoleto durante Festival dei Due Mondi, l'11 luglio 1965. I luoghi visitati furono: Lago di Tiberiade, Monte Tabor, Nazareth, Cafarnao; Baram, Gerusalemme, Bersabea, Betlemme; Damasco.

## Produzione
Le riprese si svolsero fra la primavera e l'estate 1964 con un intenso ritmo di lavoro, quasi centomila metri di negativo per un film che doveva durare tre ore.
Il regista utilizzò attori non professionisti e comparse scelte tra la locale popolazione contadina. Molti amici del regista parteciparono alle riprese e, tra questi, alcuni intellettuali di fama come Natalia Ginzburg, Alfonso Gatto, Enzo Siciliano, Juan Rodolfo Wilcock. Anche il filosofo Giorgio Agamben, allora solo ventiduenne, ebbe una parte nel film. Proprio in questa pellicola debutta Ninetto Davoli. 
Scelta particolare di Pasolini fu quella di fare un omaggio personale alla madre Susanna, allora settantenne, assegnandole il ruolo di Maria anziana.
La figura di Cristo fu affidata al catalano Enrique Irazoqui allora sindacalista diciannovenne, in Italia per cercare appoggi alla lotta contro il regime franchista. Il ruolo era stato assegnato dalla produzione a un sacerdote tedesco con tanto di barba bionda, ma lo studente spagnolo piombò in casa di Pasolini alla ricerca di suoi testi, che in Spagna erano allora proibiti. Il suo viso, così simile a un Cristo bizantino, determinò la scelta definitiva nonostante il sacerdote tedesco avesse già ricevuto un anticipo. Irazoqui venne doppiato da Enrico Maria Salerno.
In occasione dei 50 anni del film al Festival di Venezia, Mauro Leonardi ha raccontato che nella prima versione del film Pasolini aveva ritratto un Gesù senza Resurrezione e senza miracoli. Fu in ossequio al giudizio a quei tempi autorevole del direttore del Centro Cattolico Cinematografico, don Francesco Angelicchio, che il regista, a film già girato, tornò sul set e aggiunse quelle scene da allora presenti nella versione definitiva.

### Riprese
L'idea iniziale di ambientare il film negli stessi luoghi dove realmente si erano svolte le vicende narrate si era rivelata impraticabile, anche per via dei mutamenti subiti dal paesaggio nel corso dei secoli. Di qui la decisione di girarlo nell'Italia centro-meridionale: prevalentemente nella città di Matera in cui ritrovava la Gerusalemme che fu ed in particolare negli ambienti rupestri di varie regioni, senza seguire una traccia geografica precisa:
- in Basilicata: a Barile, Lagopesole (la scena del sinedrio è girata nel cortile interno del Castello di Lagopesole) e nei Sassi[11] di Matera (trasformati in Gerusalemme e Nazareth a inizio film);
- in Calabria: nello scenario lunare ai Calanchi del Marchesato,nel comune diCutro

,e Le Castella;
- in Lazio: a Tuscania (paese in provincia di Viterbo) e Chia (frazione di Soriano nel Cimino, Viterbo);
- in Puglia: a Ginosa nella Gravina, Massafra (trasformata in alcuni luoghi della Palestina), Manduria[11], Castel del Monte (la cacciata dal tempio, con i sacerdoti che assistono agli eventi), Gioia del Colle (in quest'ultima località il regista girò l'episodio di Erode e Salomè,[11] ambientato nel castello, con la danza di Salomè che si svolge nell'ala nord della corte del castello stesso), Santeramo in Colle (l'annunciazione, parte del discorso delle beatitudini, l'avvicinamento a Gerusalemme);[12]
- in Sicilia: valle dell'Etna (tentazioni nel deserto).

## Accoglienza
Il film fu proiettato in pubblico per la prima volta alla Mostra del cinema di Venezia nel settembre 1964 in un clima turbolento, in cui non mancarono ingiurie omofobe, sputi e affissione di manifesti all'esterno del Palazzo del Cinema. Il Vangelo, inattaccabile dal punto di vista dei contenuti, vinse tuttavia il premio OCIC (Office Catholique International du Cinèma) e il Leone d'argento. La parte più conservatrice del mondo cattolico continuava però a esprimere le proprie riserve, per cui fu organizzata una proiezione all'Auditorium di via della Conciliazione in Roma. Nonostante l'ingresso fosse stato bloccato senza preavviso, la proiezione si tenne lo stesso in un cinema di Piazza Cavour e si concluse con un trionfo di applausi di circa venti minuti; lo stesso accadde alla proiezione nella Cattedrale di Notre-Dame a Parigi, sicché il film raccolse consensi e premi in numerose manifestazioni cinematografiche e venne venduto in tutto il mondo, registrando buoni risultati commerciali. Ciò non fu però sufficiente a fargli attribuire il premio in denaro istituito dall'allora Ministero del turismo e dello spettacolo per incentivare la qualità.

## Colonna sonora
Johann Sebastian Bach
- Passione secondo Matteo -nr 78 Wir setzen uns mit Tränen nieder, nr 47 Erbarme Dich (musical intro)
- Concerto per violino e oboe in re minore BWV 1060 -nr 2 Adagio
- Fuga (2. Ricercata) a 6 voci per orchestra (arr. Anton Webern)
- Messa in Si minore (BWV 232) -Agnus Dei (Aria per contralto in Sol minore)
- Concerto per violino in mi maggiore-nr 2: Adagio

Wolfgang Amadeus Mozart
- Musica funebre massonica in do minore K 477;
- Quartetto per archi n. 19

Sergej Prokofiev
- Aleksandr Nevskij

Missa Luba
- Gloria

Coro dell'Armata Rossa
- Akh, ty step' širokaja! (Oh, vasta steppa!)

Spiritual
- Sometimes I Feel Like a Motherless Child

Blind Willie Johnson
- Dark Was the Night, Cold Was the Ground

## Galleria d'immagini

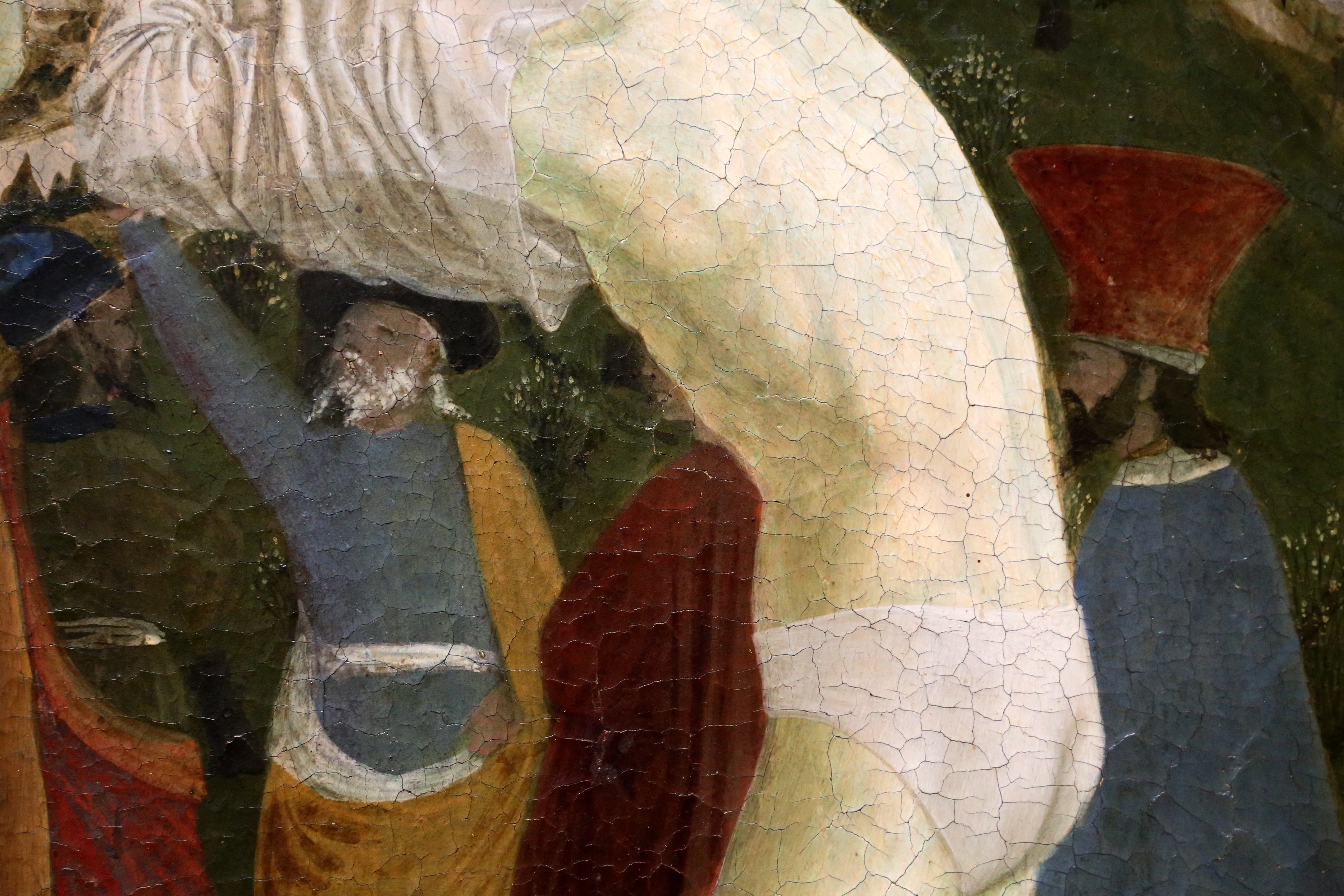
I Farisei si ispirano agli astronomi del Battesimo di Cristo di Piero della Francesca
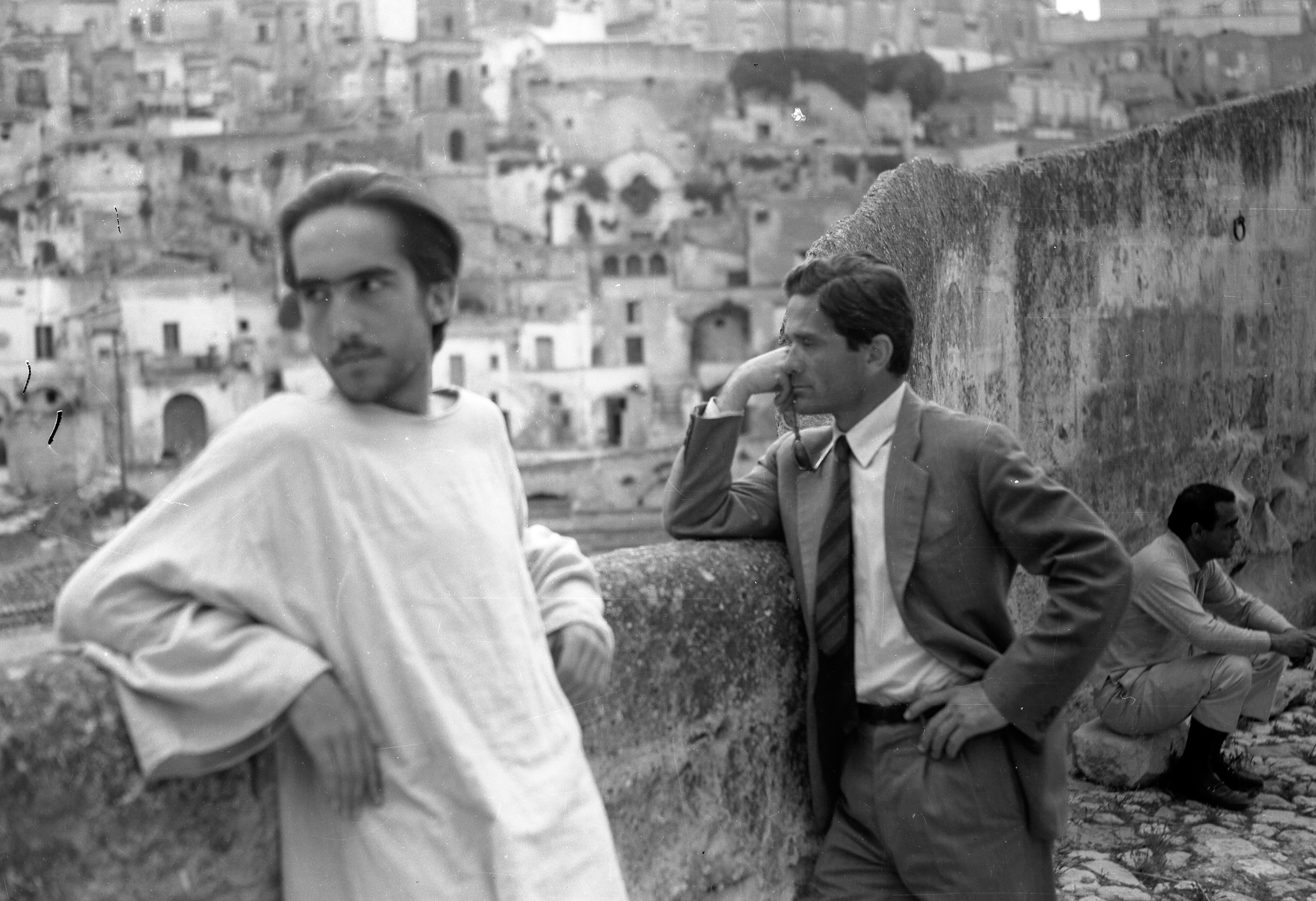
Da sinistra: Enrique Irazoqui, Pier Paolo Pasolini e Maurizio Lucidi a Matera, in pausa durante le riprese
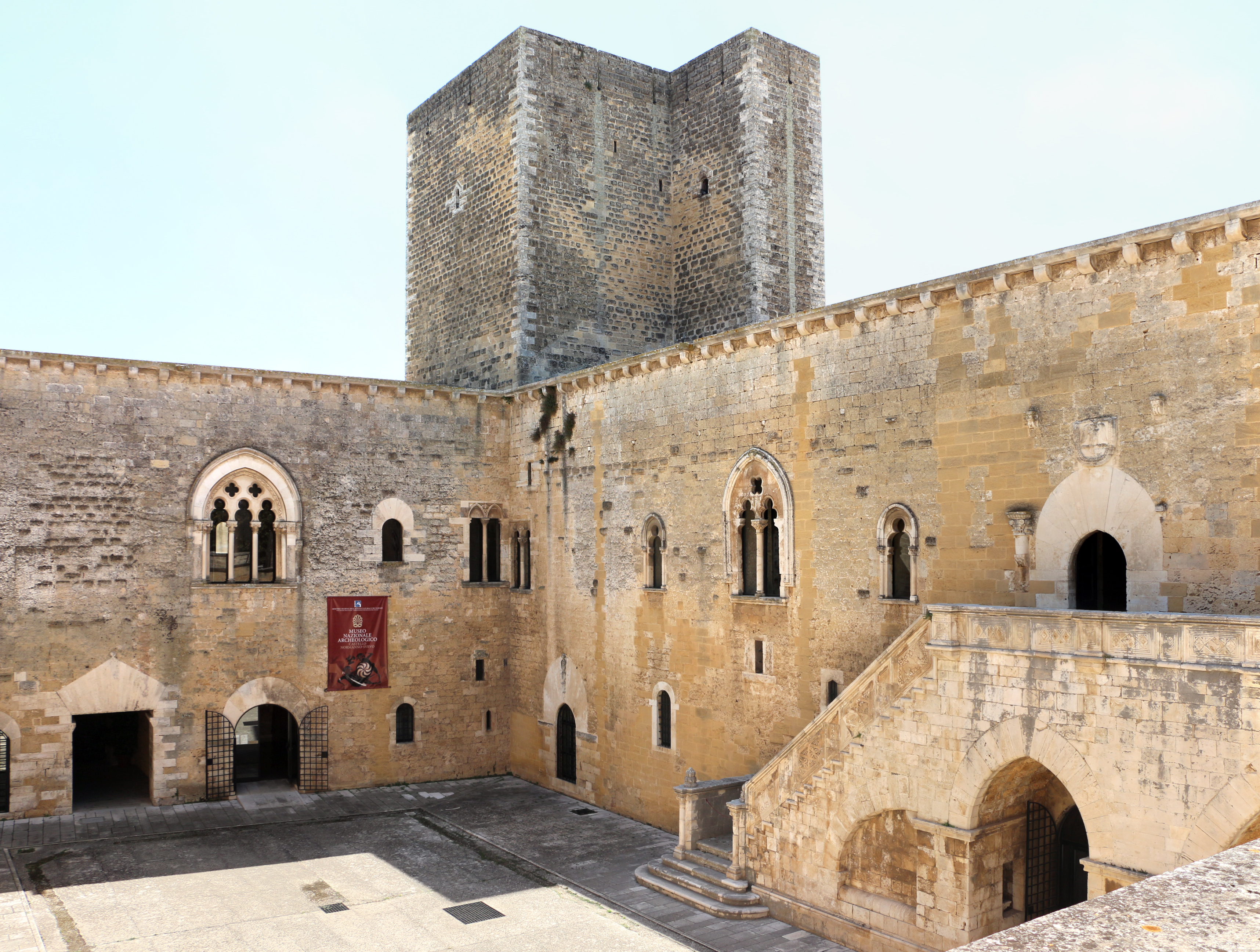
Il cortile interno del Castello di Gioia del Colle. Dove è stata girata la scena di Erode e la danza di Salomè
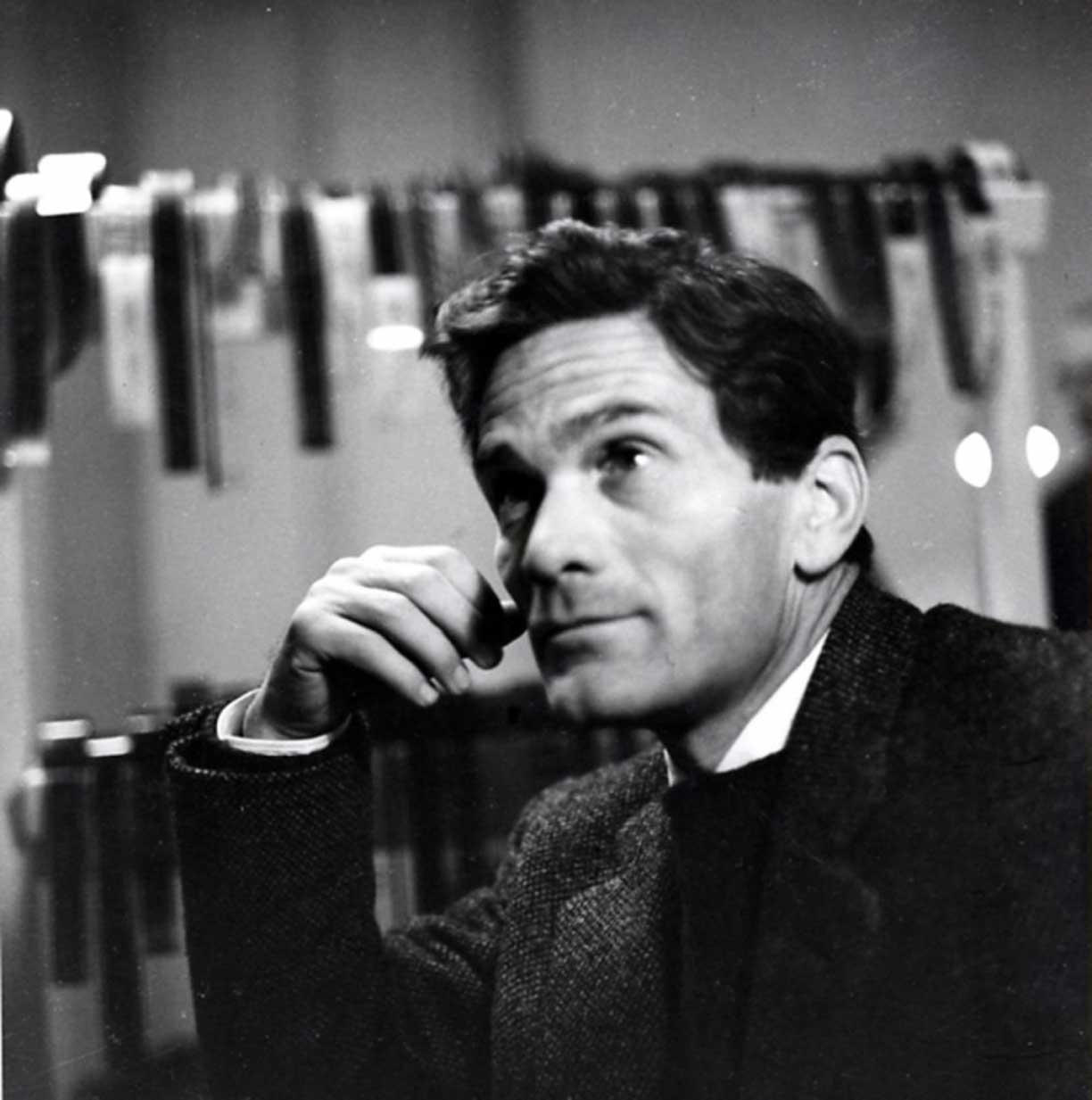
Pasolini durante le riprese del film.

## Distribuzione

### Date di uscita
- Italia: 2 ottobre 1964 (presentazione alla Mostra Internazionale d'Arte Cinematografica di Venezia: 4 settembre 1964)
- Francia: 3 marzo 1965 (sottotitoli tradotti da J.-Ch. Vegliante)
- Germania Ovest: 9 aprile 1965
- Paesi Bassi: 16 settembre 1965 (nuova release 18 aprile 2003)
- USA: 17 febbraio 1965 (New York)
- Regno Unito: 1967
- Finlandia: 24 marzo 1967 (nuova release: 8 aprile 1977)
- Svezia: 25 dicembre 1967
- Australia: 29 agosto 1969 (Adelaide Film Festival)
- Singapore: 18 aprile 2003 (Singapore International Film Festival)
- Russia: 23 marzo 2006 (a Mosca nel "Nice New Italian Cinema Events")[13]

## Accoglienza

### Critica

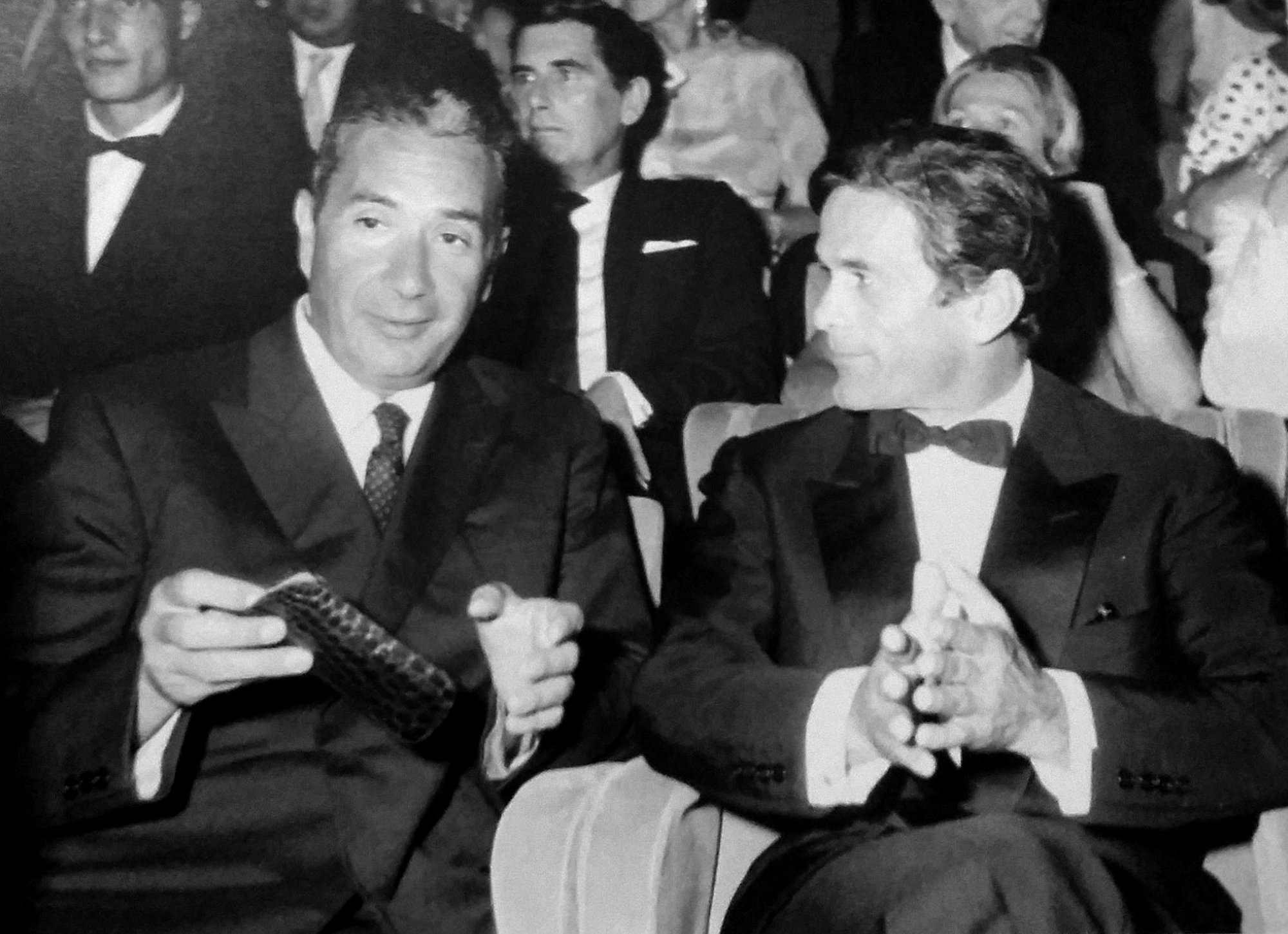
Pasolini con Aldo Moro alla presentazione del film alla Mostra internazionale d'arte cinematografica di Venezia

(L'Osservatore Romano)
(l'Unità)
(Il Tempo)
(Corriere della Sera)
(La Notte)
(L'Osservatore Romano)

## Riconoscimenti
- 25ª Mostra internazionale d'arte cinematografica di Venezia
  - Leone d'Argento - Gran Premio della giuria
  - Premio OCIC (Office Catholique International du Cinéma)
- Nastro d'argento
  - Miglior regista
  - Migliore fotografia
  - Migliori costumi
- 1967 - Premio Oscar
  - Candidato per la migliore scenografia
  - Candidato per i migliori costumi
  - Candidato per la migliore colonna sonora

## Mostre
Nel cinquantenario dell'uscita del film la soprintendenza per i beni storici, artistici ed etnoantropologici della Basilicata allestisce a Matera nel Museo Nazionale d'Arte Medievale e Moderna della Basilicata e nel MUSMA, una mostra intitolata Pasolini a Matera. Il Vangelo secondo Matteo cinquant'anni dopo. Nuove tecniche di immagine: arte, cinema, fotografia che mette in relazione la vita nei Sassi di Matera, lo sfollamento dei Sassi, Il Vangelo secondo Matteo ed il pensiero di Pier Paolo Pasolini.
Per il suo alto valore scientifico la mostra ha ricevuto menzione dalla Presidenza della Repubblica, il patrocinio dalla Presidenza del Consiglio dei ministri e il gradito Premio dalla Presidenza del Senato e dalla Presidenza della Camera.